# Domnall mac Conchobair
Domnall mac Conchobair Ó Cellaigh (mort en 1295),  est le 4e roi d'Uí Maine issu de la lignée des Ó Ceallaigh (anglicisé en  O' Kellys)  il règne de  1271 à 1285.

## Règne
Domnall Ó Cellaigh est le second fils de Conchobar mac Domnaill Móir. À cette époque le royaume Uí Maine parvient à échapper à l'état de subordination vis-à-vis des rois de Connacht et retrouve une certaine indépendance mais il doit supporter la politique d'établissement de colons et la construction de châteaux mise en œuvre par Richard de Bourg (mort en 1242) et poursuivie par son fils, Gautier de Bourg, créé comte d'Ulster (mort en 1271). Il meurt en 1295 sous la robe de moine dans le monastère de Knockmoy où il est inhumé.

## Postérité et succession
Domnaill de plusieurs épouses différentes laisse cinq fils dont trois se succèdent sur le trône :

Gilbert, roi d'Uí Maihne, David, Tadhg Mór de la Bataille d'Ath na Righ, Conchobar, roi d'Uí Maihne, et Aedh. Seuls deux d'entre eux étaient de la même mère : Tadhg et Conchobar, et leur mère était  Abis, la fille de O'Flainn.

- Gilbert mac Domnaill Ó Cellaigh de 1307 à 1315 puis de 1318 à 1322.
- Tadhg mac Domnaill Ó Cellaigh de 1315 à 1316.
- Conchobar mac Domnaill Ó Cellaigh de 1316 à 1318.

## Sources
- (en) T.W Moody, F.X. Martin et F.J. Byrne, A New History of Ireland IX Maps, Genealogies, Lists. A companion to Irish History part II, Oxford, Oxford University Press, 2011, 690 p. (ISBN 978-0-19-959306-4).